# Usedom
Usedom (poljsko Uznam) je otok v Baltskem morju. Meri 445 km²; zahodni del (373 km²) pripada Nemčiji, (zvezna dežela Mecklenburg - Predpomorjanska, okraj Vzhodna Predpomorjanska), manjši vzhodni (72 km²) pa Poljski (Zahodnopomorjansko vojvodstvo).
Otok naseljuje 76.500 prebivalcev, pri čemer na nemškem delu živi 31.500, na poljskem pa 45.000 ljudi. Največje mesto na otoku je Świnoujście (nemško Swinemünde), ki ima 41.000 prebivalcev, a se razteza še na dva druga otoka.
S celino je otok povezan z mostovoma pri Wolgastu (cestni in železniški) in Zecherinu (cestni). Predvsem na poljskem delu so tudi redne trajektne zveze s celino, pa tudi s Švedsko (Ystad).
Turizem je po letu 1990 na Usedomu doživel hiter razvoj, ki gradi na tradiciji, npr. s ponovnim trženjem imena »cesarska kopališča« (Kaiserbäder) za letovišča Ahlbeck, Bansin in Heringsdorf. 

## Geografija
Z zahodne strani Usedom od celine zamejuje rokav Peenestrom, z južne Szczecinski zaliv z vzhodne pa rokav Swine (poljsko Świna) ločuje otoka Usedom in Wollin. Pred obalo na skrajnem severozahodu ležita otoka Ruden in Greifswalder Oie.
Površje je zaradi ledeniškega delovanja valovito in jezernato. Relativno velik del površine pokriva gozd. S povprečno 1917 urami sonca letno je Usedom najbolj sončna regija celotne Nemčije.

## Zgodovina
Prva omemba imena Usedom je bila v 12. stoletju z ozirom na istoimensko mesto na jugozahodu otoka. Nanaša se na zavzetje otoka in sosednjega pasu na celini s strani pomorjanskega vojvode Vartislava I. in na z njegove strani začeto pokristjanjevanje, ki je bilo popolnoma zaključeno na binkoštno nedeljo 1128.
So sredine 13. stoletja je bilo mesto Usedom ena najljubših rezidenc pomorjanskih vladarjev, kasneje pa je izgubilo pomen v korist Wolgasta in Szczecina. Približno v tem času se je začelo tudi naseljevanje etnično nemškega prebivalstva. V ta namen so nastala mnoga nova naselja z značilno nemško podkvasto strukturo, nekdaj slovansko mesto Usedom pa je zamenjalo nemško, ki je leta 1295 dobilo mestne pravice (t. i. lübeško pravo). Pomembno vlogo je imela Cerkev, posebej leta 1155 v bližini mesta Usedom ustanovljen samostan Grobe, ki je v srednjem veku pridobil lastništvo nad obsežnimi deli otoka. Leta 1535 je bil s prihodom reformacije razpuščen in spremenjen v posvetni dvor.
Leta 1630, v tridesetletni vojni je na severni obali otoka pristala švedska vojska, ki je zavzela širše območje. Med letoma 1648 in 1720 je bil Usedom večkrat prizorišče bojev med švedsko in brandenburško-prusko vojsko. Leta 1713 je celotno območje otoka postalo prusko in se skupaj z njo leta 1871 vključilo v združeno Nemčijo. V okviru načrtnega gospodarskega razvoja v Prusiji je bila v prvi polovici 18. stoletja za namene plovbe poglobljena Swine in leta 1764 ustanovljeno mesto Swinemünde. Na ta način je bilo pristanišče v Szczecinu dostopno brez prehoda skozi Peenestrom, ki so ga nadzirali Švedi.
Leta 1824 ali 1825 se je začel obmorski turizem, najprej v krajih Swinemünde in Herringsdorf, kasneje pa tudi drugod. Največji razcvet je kopališki turizem doživel po ustanovitvi nemške države leta 1871, predvsem zaradi bližine Berlina. Leta 1876 je bila zgrajena železniška povezava Berlin - Ahlbeck - Swinemünde, ki pa danes ne obstaja več, ohranjena pa je ruševina mostu pri Karninu.
V drugi svetovni vojni je na severu otoka pri kraju Peenemünde deloval vojaški razvojni center (Heeresversuchsanstalt) z izstreliščem za rakete V2, predvsem proti Angliji. 
Na potsdamski konferenci leta 1945 je bilo odločeno, da mesto Swinemünde pripade Poljski. Kmalu je bil otok tudi dejansko razdeljen. Zahodni del je bil najprej pod sovjetsko okupacijo, nato med 1949 in 1990 del NDR, 3. oktobra pa je v okviru dežele Mecklenburg - Predpomorjanske pristopil k Zvezni republiki Nemčiji.